# 科斯塔伊尼察

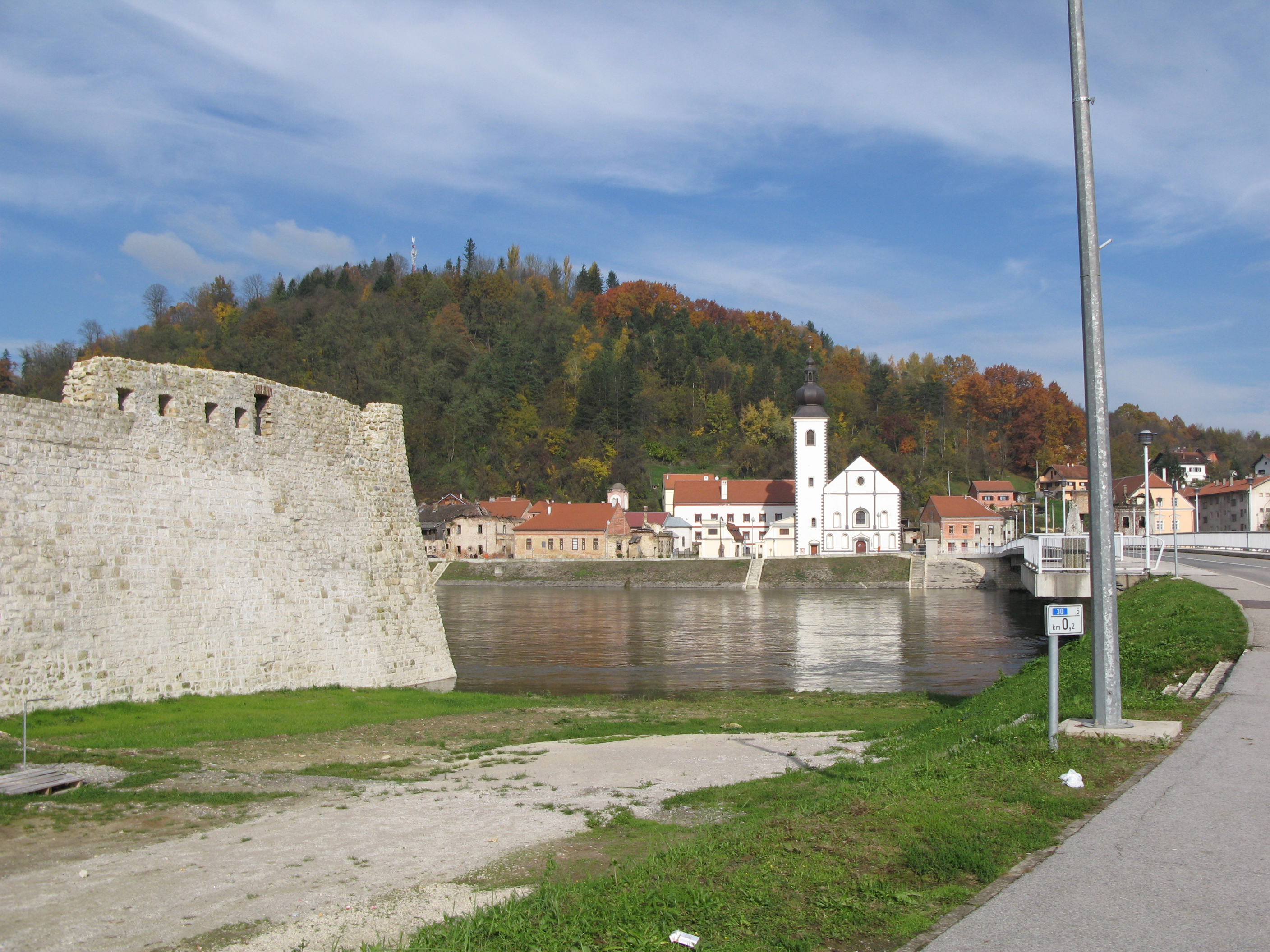

科斯塔伊尼察是克羅地亞的城鎮，位於該國中部烏納河左岸，由錫薩克-莫斯拉維納縣負責管轄，主要經濟活動是農業、皮革業、紡織業等，2011年人口2,763。

## 外部連結
- 官方网站
- http://www.kostajnica.com/ （页面存档备份，存于）

45°14′N 16°32′E / 45.233°N 16.533°E